# Fragmenta Botanica
Fragmenta Botanica (abreviado Fragm. Bot.) es un libro con ilustraciones y descripciones botánicas que fue escrito por el médico, biólogo y botánico holandés Nikolaus Joseph von Jacquin. Fue publicado en seis partes en los años 1800 - 1809, con el nombre de Fragmenta Botanica, figuris coloratis illustrata.